# Johnius heterolepis
Johnius heterolepis es una especie de pez de la familia Sciaenidae en el orden de los Perciformes.

## Morfología
• Los machos pueden llegar alcanzar los 15 cm de longitud total.
- Aletas amarillentas.[1][2]

## Hábitat
Es un pez de clima tropical y bentopelágico.

## Distribución geográfica
Se encuentra en Malasia, Indonesia (Sumatra e  Java) y Singapur.

## Observaciones
Es inofensivo para los humanos.